# Jürgen Aschoff
Jürgen Walther Ludwig Aschoff (25 de enero de 1913 - 12 de octubre de 1998), conocido como Jürgen Aschoff, fue un médico y biólogo alemán especializado en la fisiología del comportamiento. Es considerado, junto con Erwin Bünning y Colin Pittendrigh, uno de los fundadores del campo de la cronobiología. Su trabajo en esta disciplina de la biología le llevó a plantear la idea de que alteraciones del ciclo luz-oscuridad pueden acarrear efectos psicológicos perjudiciales.

## Datos biográficos
Jürgen W. L. Aschoff nació el 25 de enero de 1913 en la ciudad alemana de Friburgo, el quinto hijo del patólogo Ludwig Aschoff (conocido por haber descubierto en 1906 el nódulo auriculoventricular o nódulo de Aschoff-Tawara) y de su esposa, Clara. Creció en el mundo liberal, pero moralmente estricto, del ámbito académico prusiano. Tras cursar el bachillerato decidió, aunque sin demasiado interés por su parte, estudiar medicina en la Universidad de Bonn, donde ingresó en la Burschenschaft (fraternidad) Alemannia Bonn. Su carrera científica comenzó en 1938, cuando se trasladó a la Universidad de Gotinga para estudiar fisiología de la termorregulación con Hermann Rein. A continuación, se convirtió en profesor de la Universidad de Gotinga en 1949.
En 1952, su mentor, Hermann Rein, fue nombrado director del Instituto de Investigación Médica de la Sociedad Max Planck, en Heidelberg. Rein llevó a Aschoff al Instituto como colaborador para estudiar los ritmos circadianos en los seres humanos, en las aves y en los ratones. Luego, este se trasladó al Instituto Max Planck de Fisiología del Comportamiento, en Andechs, para trabajar con Gustav Kramer, que demostró la navegación con brújula solar compensada en las aves, y con Erich von Holst, que estudió los osciladores fisiológicos. De 1967 a 1979 ejerció como director del Instituto en Andechs y como profesor externo en Múnich. Asimismo, destacó como miembro científico del Instituto y senador de la Sociedad Max Planck de 1972 a 1976.
Aschoff era conocido por ser un excelente conferenciante, de poderosa voz, que se interesaba sobre todo por crear una comunidad científica y animar a los jóvenes investigadores. Tras su jubilación en 1983 y su regreso a Friburgo, continuó su labor científica con nuevas publicaciones. Solo la muerte de su esposa Hilde quebró su excepcional vitalidad. Falleció diez meses después que ella, en 1998, tras una breve enfermedad, a los 85 años.

## Labor como investigador

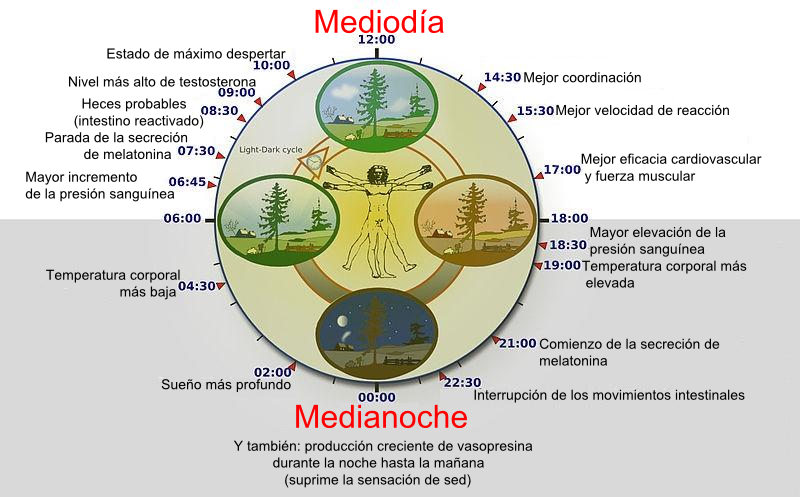
Diagrama del reloj biológico circadiano en humanos.

Aschoff sentó las bases de la cronobiología a través de sus investigaciones sobre los ritmos circadianos y su inducción en muchos organismos diferentes, como ratas, ratones, aves, macacos, monos y seres humanos. Sus primeras investigaciones se centraron en la comprensión de las propiedades de tales ciclos y en cómo estos pueden cambiar en respuesta a los estímulos. Sus trabajos posteriores se reorientó al estudio de los efectos debidos a su alteración, como en los trastornos psiquiátricos, o de los peligros derivados de los turnos rotatorios en el trabajo, que actúan como «sincronizadores externos» específicos.
Sus trabajos experimentales y teóricos de las décadas de 1950 y 1960 sentaron las bases para considerar los ritmos circadianos como el resultado de determinados «sincronizadores» endógenos cuya importancia radica en el mantenimiento funcional de una relación de fase constante con el ciclo luz-oscuridad, el más preciso que ofrece el planeta. Para referirse a estos activadores exógenos que inducen algún tipo de cambio en el reloj interno de un organismo, y que este interpreta como una señal (para dormir, despertarse), el biólogo alemán acuñó el término zeitgeber.
La demostración de esos «marcapasos» circadianos sería corroborada una década después por otros especialistas, lo que venía a confirmar la validez de los postulados de Aschoff.

### Primeras contribuciones
En 1952, Aschoff comenzó sus investigaciones sobre la fisiología de la termorregulación mediante la experimentación en su propio cuerpo, El biólogo advirtió patrones de 24 horas en las variaciones espontáneas de pérdida de calor, lo que despertó su interés por el mecanismo subyacente. Así, puso en marcha experimentos con aves y roedores de laboratorio que le servirían para constatar que la persistencia basada en ciclos de 24 horas era innata, no adquirida por una exposición efectiva a las condiciones ambientales de luz-oscuridad.
Aschoff también aplicó estos métodos a los experimentos con ritmos circadianos humanos construyendo un búnker subterráneo para aislar a los sujetos humanos de cualquier señal ambiental externa. Los sujetos podían encender o apagar las luces según sus propios ritmos internos. Tras más de veinte años de seguimiento de los ciclos de sueño y vigilia, de la temperatura corporal, de la producción de orina y de otros resultados fisiológicos y conductuales, Aschoff y su colaborador Rütger Wever llegaron a la conclusión de que los seres humanos experimentan osciladores circadianos propios.[5] Este descubrimiento se ha convertido en la base de nuestra comprensión de numerosos problemas médicos, como el envejecimiento, los trastornos del sueño y la discordancia circadiana (jet lag) por viajes en avión a través de varias regiones horarias.

#### Regla de Aschoff
A partir de los experimentos comunicados en 1960, Aschoff observó que, en condiciones de luz constante, la fase de actividad se acorta en los organismos nocturnos y se alarga en los diurnos. Estas tendencias se denominaron, respectivamente, compresión alfa y expansión alfa. En homenaje a su mentor, Colin S. Pittendrigh, en una publicación de 1960, llamó a esta observación regla de Aschoff.
La regla de Aschoff está relacionada con el modelo de ajuste (entrainment) paramétrico, que supone cambios de fase continuos. Aschoff y Pittendrigh abordaron el campo con diferentes modelos sobre cómo se sincronizaban los osciladores, lo que dio lugar a diferentes modelos de predicción. El modelo paramétrico de Aschoff afirma que el ajuste se produce a través de cambios graduales en el reloj que se adaptan a un nuevo ciclo de luz y oscuridad. Aunque este modelo ya no se reconoce como el correcto en el campo, En 1998, Serge Daan sugirió en 1998 que Aschoff hizo contribuciones cualitativas que proporcionan valiosas alternativas a las inconsistencias de las que adolecían las investigaciones en la época.

### Trabajos posteriores
En 1969, Aschoff publicó Phasenlage der Tagesperiodik in Abhängigkeit von Jahreszeit und Breitengrad (‘Fases de la periodicidad diurna en función de la estación y la latitud’). En esta investigación planteaba la hipótesis de que los cambios estacionales regulares de la relación de fase entre los ritmos de actividad circadianos y el ciclo natural de luz y oscuridad podrían explicarse sobre la base de mecanismos especiales de sincronización. Tras analizar todos los factores endógenos y exógenos que a nivel teórico pueden influir en la fase y aportar pruebas experimentales, concluye que son sobre todo la relación luz-oscuridad y la duración del crepúsculo los factores que en mayor medida la determinan. En la segunda parte del trabajo se vuelven a analizar las observaciones de campo sobre el inicio y el fin de la actividad en las aves. Estos datos, junto con los de los registros de actividad en laboratorio, avalaron la hipótesis. Todos ellos muestran que las fases principales son máximas a mediados del verano para las especie diurnas y a mediados del invierno para las especies nocturnas, y que las fases principales mínimas se producen en el equinoccio.
Gran parte de los trabajos posteriores de Aschoff consistieron en pruebas con individuos humanos, y así descubrió que la ausencia de un ciclo de luz-oscuridad no impide que estos lleven a cabo la sincronización. Asimismo, comprobó que los diferentes registros circadianos, como la temperatura corporal y la actividad locomotora, pueden sincronizarse o desincronizarse internamente dependiendo de la fuerza del zeitgeber. En condiciones de oscuridad constante, la temperatura rectal y el inicio y la duración del sueño se desacoplan en algunos sujetos, y la temperatura rectal en el momento del inicio del sueño se correlacionó con la duración de esta fase. Su hipótesis era que la desincronización interna, las diferencias de fase resultantes de las diferencias de periodo entre dos procesos de salida circadianos, podría guardar relación con numerosos trastornos psiquiátricos.
Algunos de los trabajos posteriores de Aschoff también integraron su interés inicial en la termorregulación con su trabajo sobre el ritmo circadiano. Así halló un comportamiento cíclico en la conductancia térmica, una medida de la transferencia de calor del cuerpo. La conductancia mínima en mamíferos y aves oscila con la fase circadiana, con un amplio rango de valores. Esto permite a los animales liberar calor durante su periodo de actividad (cuando tienen una tasa metabólica basal más elevada) y conservarlo durante su periodo de descanso, en que registran un metabolismo mínimo más bajo. En las aves, el ritmo circadiano de la conductancia deriva principalmente de las tasas circadianas de pérdida de calor por evaporación, mientras que en los mamíferos oscila con los ritmos circadianos en la resistencia al calor del cuerpo y la tasa de flujo sanguíneo.
Siguiendo con sus estudios sobre la temperatura, el científico descubrió que una especie de mamífero puede ajustarse a un ciclo de temperatura, pero que la temperatura es un zeitgeber débil en comparación con un ciclo de luz y oscuridad. Describió los indicadores de enmascaramiento como señales que eluden el marcapasos pero que, sin embargo, conducen a la modulación de un comportamiento circadiano que también está controlado por dicho mecanismo. El ajuste paramétrico no deriva de un cambio de fase instantáneo tal como se regiría por una curva de respuesta de fase, como en el caso de las señales de enmascaramiento. El término que Aschoff utilizó para este fenómeno es el de «excitación» por zeitgebers no fóticos. Diversos ensayos experimentales muestran una relación entre los efectos de enmascaramiento y la fase, lo que lleva a un efecto de «desenmascaramiento» por el que los animales arrítmicos en condiciones constantes pasan por períodos de funcionamiento libre en ciclos de luz-oscuridad de alta frecuencia. Aschoff llegó a dos conclusiones: por un lado, que el oscilador o reloj circadiano «se integra» sobre la intensidad de la luz a la que ha sido expuesto y luego responde con un cambio en el periodo de actividad, como se observa en verderones, pinzones, hámsteres y lúganos; y, por otro, que, a diferencia de los paramétricos, los efectos no paramétricos son la principal fuente de ajuste.

#### Modelo de Aschoff-Wever
Este enfoque postula que:
- Un aumento en la duración de la puesta de sol adelanta la fase de un organismo para los animales nocturnos y diurnos.
- La fuerza del zeitgeber debería aumentar a medida que se prolonga la duración de la puesta de sol.

### Influencia sobre otros investigadores
Aschoff ha publicado artículos con Pittendrigh y Serge Daan, investigadores de referencia en el campo de la cronobiología. Daan buscaba conciliar la idea de la inducción paramétrica a la luz propuesta por Aschoff con el modelo no paramétrico de inducción propuesto por Pittendrigh, y los resultados de un artículo de 2008 del laboratorio de Daan aportan más pruebas al modelo de inducción paramétrica de Aschoff.
Aunque la colaboración de Aschoff con Gustav Kramer nunca llegó a realizarse del todo debido a la repentina muerte de este último, Aschoff siguió utilizando las aves como organismos modelo y trabajando con ornitólogos.